# Herbert Runge
Pour les articles homonymes, voir Runge.

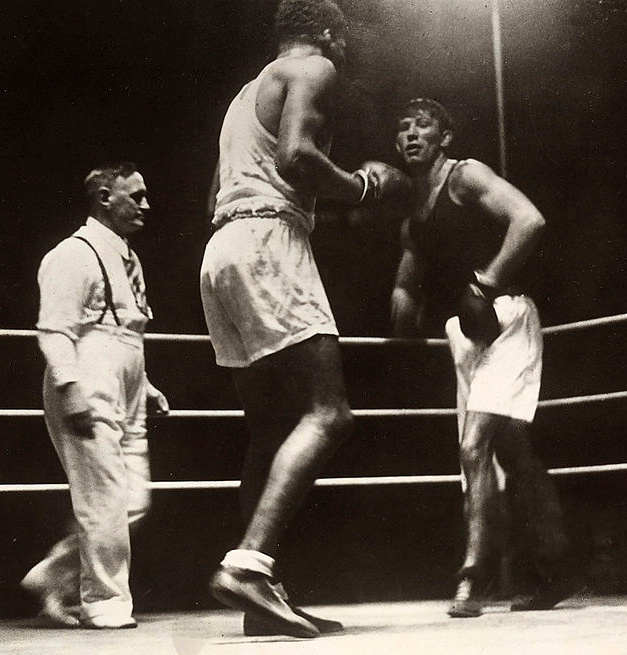

Herbert Runge est un boxeur allemand né le 23 janvier 1913 à Elberfeld et mort le 11 mars 1986 à Wuppertal.

## Carrière amateur
La victoire olympique était la plus grande, mais en aucun cas la seule réussite du grand garçon qui avait appris la boxe du charismatique Fred Buchanan à Elberfelder BC et qui était devenu un excellent technicien. Champion olympique aux Jeux de Berlin en 1936 dans la catégorie poids lourds, Huit fois, champion d'Allemagne, il remporte également deux médailles d'argent et une médaille de bronze aux championnats d'Europe de boxe amateur en 1934, 1937 et 1939. Lors de son dernier Championnats d'Europe de boxe amateur 1939, Olle Tandberg, célèbre sa troisième victoire sur Herbert Runge, en demi-finale. En finale, il a finalement battu l'Italien Nemesio Lazzari, aux points et ainsi Olle Tandberg est devenu champion d'Europe des amateurs pour la deuxième fois.
La Seconde Guerre mondiale, à empêché de nouveaux succès olympiques. Après la guerre, il s'est essayé à être un professionnel, mais avec plus ou moins de succès. Il n'a remporté que cinq de ses 25 combats professionnels. Il dirigeait le restaurant «Olympiaklause» à Remscheid avant de devenir employé au musée Fuhlrott en 1976. Depuis 1999, à Wuppertal, une plaque commémore le champion olympique. Il était le seul pugiliste allemand à ce jour à devenir champion olympique des poids lourds.

## Parcours auxJeux olympiques
Jeux olympiques d'été de 1936 à Berlin (poids lourds) :
- Bat Rudolf Kus (Tchécoslovaquie) par KO au 1er round
- Bat Vincent Stuart (Grande-Bretagne) aux points
- Bat Ferenc Nagy (Hongrie) par forfait
- Bat Guillermo Lovell (Argentine) aux points